# Egmont (Beethoven)

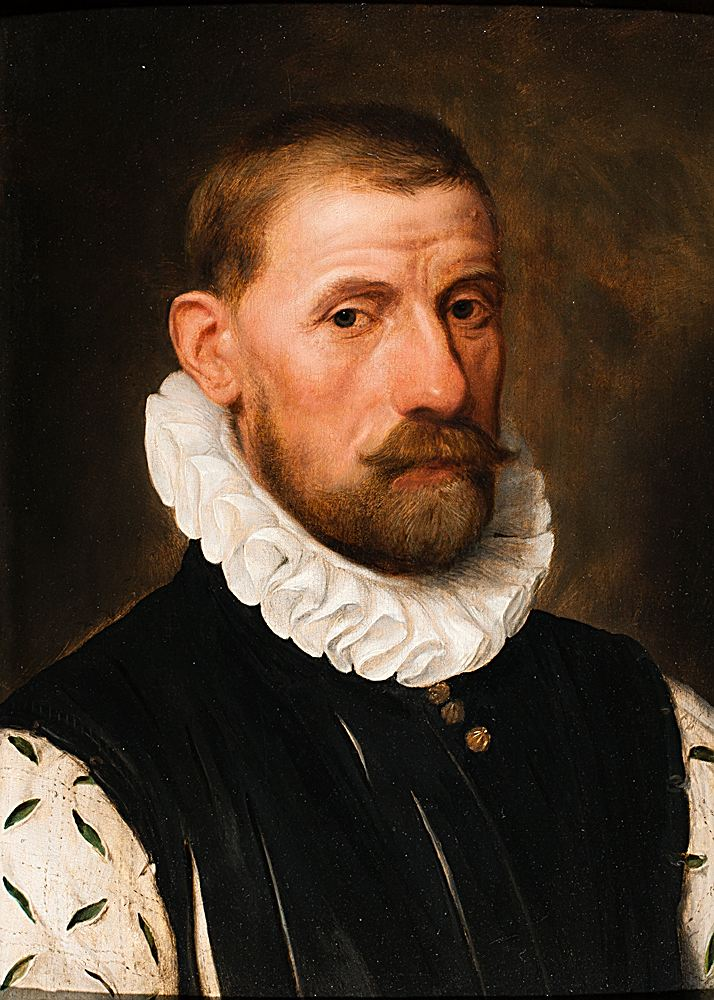
Lamoral de Egmont

Egmont, opus 84, este uvertura compusă în anii 1809-1810 de Ludwig van Beethoven pentru piesa de teatru Egmont, scrisă de Johann Wolfgang von Goethe.
Premiera compoziției a avut loc în anul 1810 la Burgtheater din Viena.